# 卢卡斯·蒙德洛
卢卡斯·蒙德洛（西班牙語：Lucas Mondelo，1967年7月28日—），西班牙篮球教练。他曾带领西班牙国家队参加2016年夏季奥林匹克运动会女子篮球比赛，结果队伍获得一枚银牌。